# Marco Luzzago
Marco Luzzago, né en 1950 à Brescia et mort le 7 juin 2022 près de Macerata, est le lieutenant du grand maître de l'ordre souverain de Malte du 8 novembre 2020 jusqu'à son décès.